# Graham-Laurier Park
Graham-Laurier Park är en park i Kanada.   Den ligger i provinsen British Columbia, i den centrala delen av landet, 3 500 km väster om huvudstaden Ottawa. Graham-Laurier Park ligger 1 278 meter över havet.
Terrängen runt Graham-Laurier Park är kuperad. Trakten runt Graham-Laurier Park är nära nog obefolkad, med mindre än två invånare per kvadratkilometer.. Det finns inga samhällen i närheten.
I omgivningarna runt Graham-Laurier Park växer i huvudsak barrskog.